# Ужгородский район
У́жгородский райо́н (укр. Ужгородський район) — административная единица на западе Закарпатской области Украины. Административный центр — город Ужгород.

## География
Площадь — 2362,4 км².
Основные реки — Уж, Латорица.
Район граничит на севере с Польшей и Львовской областью, на юге — с Береговским районом Закарпатской области и Венгрией, на западе — со Словакией, на востоке — с Мукачевским районом Закарпатской области.

## Население
Численность населения района в укрупнённых границах — 255,8 тыс. человек.
Численность населения района в границах до 17 июля 2020 года по состоянию на 1 января 2020 года — 71 640 человек, из них городского населения — 4 299 человек (посёлок Среднее), сельского — 67 341 человек.
По данным всеукраинской переписи населения 2001 года в районе проживало 74,4 тысяч человек (101,5 % по отношению к переписи 1989 года), из них украинцы — 43,5 тысяч человек (58,4 %), венгры — 24,8 тысяч человек (33,4 %), цыгане — 3 тысячи человек (4,1 %), русские — 1,5 тысяч человек (2 % от всего населения), словаки — 1,2 тысячи (1,6 %).
Национальный состав по состоянию на 2001 год:
| Национальность | Количество людей | Процент |
| -------------- | ---------------- | ------- |
| Украинцы       | 195 152          | 77,31 % |
| Венгры         | 33 038           | 13,08 % |
| Русские        | 16 460           | 6,52 %  |
| Цыгане         | 5 106            | 2,02 %  |
| Словаки        | 2 467            | 0,97 %  |
| Беларусы       | 201              | 0,07 %  |

## Административное устройство
Район в укрупнённых границах с 17 июля 2020 года делится на 14 территориальных общин (громад), в том числе 3 городские, 2 поселковые и 9 сельских общин (в скобках — их административные центры):
- Городские:
  - Ужгородская городская община (город Ужгород),
  - Перечинская городская община (город Перечин),
  - Чопская городская община (город Чоп);
- Поселковые:
  - Великоберезнянская поселковая община (посёлок Великий Березный),
  - Среднянская поселковая община (посёлок Среднее);
- Сельские:
  - Баранинская сельская община (село Баранинцы),
  - Великодобронская сельская община (село Великая Добронь),
  - Дубриничско-Малоберезнянская сельская община (село Дубриничи),
  - Костринская сельская община (село Кострина),
  - Оноковская сельская община (село Оноковцы),
  - Ставненская сельская община (село Ставное),
  - Сюртэнская сельская община (село Сюртэ),
  - Турье-Реметовская сельская община (село Турьи Реметы),
  - Холмковская сельская община (село Холмок).

### История деления района
Количество местных советов (рад) в старых границах района до 17 июля 2020 года:
- поселковых — 1
- сельских — 32

Количество населённых пунктов в старых границах района до 17 июля 2020 года:
- посёлков городского типа — 1
- сёл — 64.

Всего — 65 населённых пунктов.

## История
Район был образован в УССР в 1953 году.
17 июля 2020 года в результате административно-территориальной реформы район был укрупнён, в его состав вошли территории:
- Ужгородского района,
- Великоберезнянского района,
- Перечинского района,
- Чомонинского сельского совета Мукачевского района
- а также городов областного значения Ужгород и Чоп.